# مارتين أكوستا يا لارا
مارتين أكوستا يا لارا (بالإسبانية: Martín Acosta y Lara)‏ مواليد 25 مارس 1925 - الوفاة 5 يناير 2005، هو لاعب كرة سلة أوروغوياني. مثّل منتخب بلاده. شارك في دورة الألعاب الأولمبية الصيفية سنة 1948 وسنة 1952.

## روابط خارجية
- مارتين أكوستا يا لارا على موقع الاتحاد الدولي لكرة السلة (الإنجليزية)
- مارتين أكوستا يا لارا على موقع الاتحاد الدولي لكرة السلة (الإنجليزية)
- مارتين أكوستا يا لارا على موقع سبورتس رفرنس (الإنجليزية)
- مارتين أكوستا يا لارا على موقع اللجنة الأولمبية الدولية (الإنجليزية)
- مارتين أكوستا يا لارا على موقع أوليمبيديا (الإنجليزية)